# Alexander Agricola
Alexander Agricola (n. 1446, Gent, Belgia - d. 15 august 1506, lângă Valladolid, Spania) a fost un compozitor, cântăreț și instrumentist franco-flamand, activ în Italia, Franța și în Țările de Jos, rezultat al școlii polifonice din Burgundia.
A fost educat în Țările de Jos și a fost în serviciul regelui Franței Carol al VII-lea Victoriosul. În 1474 a plecat la Milano, la curtea lui Lorenzo de' Medici. În același an se întoarce în Țările de Jos.
În 1500 devine capelan și cantor al lui Filip cel Bun al Burgundiei, pe care l-a însoțit în Spania.
Lucrările sale au fost publicate în număr mare în cărți de muzică și apreciate pentru inovația ritmică. A compus mise, motete, cântece franceze și muzică pentru carnavalurile din Italia.
NOTĂ: A nu se confunda cu sculptorul german Rudolf Alexander Agricola (1912-1990)